# Aguilar de Codés
Aguilar de Codés – gmina w Hiszpanii, w Nawarze, o powierzchni 18,67 km². W 2011 roku gmina liczyła 102 mieszkańców.